# Farfugium japonicum
Farfugium japonicum is een plant uit de familie Asteraceae die oorspronkelijk afkomstig is uit de kustgebieden van Japan.